# Gwendoline Porter
Gwendoline Alice „Gwen“ Porter (* 25. April 1902 in Ilford; † 29. August 1993 in Battle) war eine britische Leichtathletin und Olympiateilnehmerin.
Bei den X. Olympischen Sommerspielen 1932 in Los Angeles gewann sie die Bronzemedaille im 4-mal-100-Meter-Staffellauf zusammen mit ihren Teamkolleginnen Eileen Hiscock, Violet Webb und Nellie Halstead, hinter dem Team aus den USA und dem Team aus Kanada.